# Hysterocrates weileri
Hysterocrates weileri là một loài nhện trong họ Theraphosidae.
Loài này thuộc chi Hysterocrates. Hysterocrates weileri được Embrik Strand miêu tả năm 1906.